# Байкадамов, Бахытжан
Бахытжан Байкадамов (11 марта 1917, Тургай — 16 июля 1977, Алматы) — казахский композитор, заслуженный деятель искусств Казахской ССР (1957).

## Биография
Происходит из рода Кыпшак Среднего жуза.
Окончил Алматинскую государственную консерваторию (1954).
С 1941 года — руководитель хора Казахского радио, в 1947—1949 годах — руководитель, дирижёр женского ансамбля песни и танца.
Был женат на Валентине Ивановне Панфиловой (1 мая 1923 — 16 июля 1995),дочери генерала-майора,Героя Советского Союза,Ивана Васильевича Панфилова.В их семье родились дочери Айгуль, Балдырган и Алуа Байкадамовы.
С 1969 года до последних дней жизни преподавал в Казахском женском педагогическом институте.
Автор музыкальной драмы «Майра» (1952), симфонических поэм «Светлая юность» (1952), «Колхозный праздник» (1953), сюит для хора: «На джайляу», «За мир» и другие; вокальных композиций, крупных поэм для хора — «Мечта девушки», «Айтыс», «Плод труда». Он внес большой вклад в развитие жанра хоровой песни в Казахстане. Наиболее значительным является произведение «За мир» (1953), в котором найдены оригинальные приемы национальной хоровой полифонии. Байкадамов организовал эстрадный ансамбль «Айгуль».
В 1997 году в целях увековечения памяти Байкадамова его имя было присвоено Казахской хоровой капелле и улице в городе Алматы

## Награды и звания
- Орден Трудового Красного Знамени (3 января 1959) — за выдающиеся заслуги в развитии казахского искусства и литературы и в связи с декадой казахского искусства и литературы в гор. Москве
- Заслуженный деятель искусств Казахской ССР (1957)